# Andrew Lass
Andrew Lass (*1947 New York, USA) je americký profesor kulturní a sociální antropologie. Vedle vědecké práce se věnuje fotografii, kresbě a poezii.

## Život
Andrew Lass se narodil v New Yorku, ale vyrostl v Praze, kde se jeho rodiče (oba novináři) usadili. Studoval na FAMU a na Filozofické fakultě UK, provázel Allena Ginsberga při jeho pobytu v Praze, a žije v South Hadley (stát Massachusetts, USA). Na podzim roku 1968 se stal členem pražské surrealistické skupiny. V roce 1973 byl se svými rodiči normalizačním režimem z Československa vyhoštěn.

## Ocenění
Na Massachusettské univerzitě v Amherstu získal doktorát v oboru kulturně-sociální antropologie. Přednáší na Mount Holyoke College v Massachusetts, kde byl v roce 1999 jmenován plným profesorem a roku 2005 získal ocenění nejlepšího pedagoga. Za svou pedagogickou činnost byl také oceněn Americkou antropologickou společností, která mu v roce 2010 udělila Award For Excellence in Undergraduate teaching of Anthropology. Akademie věd ČR mu udělila Cenu Jana Evangelisty Purkyně (1995). Na podzim 2014 dostal Cenu Nadace Dagmar a Václava Havlových – Vize 97 . která vydala výběr z jeho prací vzniklých po roce 1990 — Místo času.
Od roku 1990 se opět účastní surrealistické skupinové aktivity, kolektivních výstav a přispívá do časopisu Analogon, Vesmír a Host. Kromě fotografování píše eseje a kreslí. Je autorem několika básnických sbírek.

## Dílo

### Poezie
- 1972 Mandala (fragment), in: katalog výstavy M. Stejskala Hra proti "hře", Dům umění, Brno
- 1995 Mandala, Hra na slepou bábu, III. svazek Edice Analogonu, Praha
- 2012 Hrdlořezy a zvukomalby, Brno, Doplněk
- 2014 Místo času, (práce po r. 1990), Nadace D. a V. Havlových, Praha
- 2016 Zdrobněliny, Praha, Edice Analogonu, Praha

### Překlady
- 1998 Final Report on the Activities of Allan Ginsberg, American Poet-beatnik in the Czechoslovak Socialist Republic. In Massachusetts Review (3)
- Vratislav Effenberger, By the Lake of Tears. In revue Analogon
- 1984 Vratislav Effenberger The Role of the Countryside in the Development of Imagery in Czech Modern Art. In The Peasant and the City in Eastern Europe. T. G. Winner, ed. Cambridge: Schenkman